# Jet Records
Jet Records bylo malé britské hudební vydavatelství, založené v roce 1974. Pod tímto vydavatelstvím vydávali svá alba například umělci Electric Light Orchestra (ELO), Roy Wood, Gary Moore, Ozzy Osbourne, Riot, Magnum a další.